# Croisement évité

Un croisement évité de niveaux d’énergie dans un système à deux niveaux soumis à un champ magnétique externe. Remarquer que les énergies des états diabatiques et et les valeurs propres du hamiltonien, donnant les énergies des états propres et (états adiabatiques).

En mécanique quantique, on appelle croisement évité (parfois également, de manière erronée, croisement attendu) le changement d’état produit de manière continue entre deux niveaux d’énergie voisins, sans que ces niveaux soient dégénérés.
Ce phénomène se base sur les propriétés des matrices hermitiennes. Pour ces matrices, les valeurs propres dépendantes de N paramètres continus ne peuvent se croiser sauf dans une variété de dimension N-2. Dans le cas de systèmes ponctuels ou de dimension 2 (molécule diatomique), cela signifie que le changement d’état ne peut se faire qu’au travers un croisement évité. Dans le cas de systèmes ternaires, la dimension du système est 1, et l’on a une intersection conique.
Le croisement évité est particulièrement important en chimie quantique. Dans le cadre de l'approximation de Born-Oppenheimer, le hamiltonien moléculaire se diagonalise sur un ensemble de géométries moléculaires distinctes (les valeurs propres étant celles de la surface d'énergie potentielle adiabatique). Les géométries pour lesquelles les surfaces s’évitent sont les lieux où l’approximation de Born-Oppenheimer n’est plus valable (intersections coniques). 
La formule de Landau-Zener permet de calculer, dans des conditions définies, la probabilité de ce qu’en un croisement évité un système passe de façon continue d’un état fondamental à un état excité en conservant son caractère par rapport à la probabilité qu’il se maintienne en l’état fondamental en modifiant graduellement son caractère.